# Activitat extravehicular
L'activitat extravehicular (sigles en anglès: EVA) és la feina feta per un astronauta fora de la Terra estant, i també fora del la nau espacial. El terme més comú que es fa servir aplicat a l'activitat extravehicular que està en l'òrbita de la Terra és la de passeig espacial i quan s'aplica a un EVA a la superfície de la lluna se'n diu passeig lunar (moonwalk). En els darrers programes Apollo, Apollo 15, 16 i 17, fou el pilot del mòdul de comandament qui, en òrbita lunar, va sortir de la nau per a recuperar clixés de pel·lícules preses automàticament des de l'exterior del mòdul. Va ser assistit pel pilot del mòdul lunar que va romandre a la porta oberta del mòdul. Aquest va ser el primer passeig espacial fora de l'òrbita terrestre, en la profunditat de l'espai.
Atesa la diferència entre el disseny soviètic i el dels Estats Units de les primeres naus espacials, els seus respectius programes definien l'activitat extravehicular de manera diferent. Mentre els soviètics deien que era una activitat d'un cosmonauta en el buit, els nord-americans es fixaven en si engegava la bateria de la unitat de mobilitat extravehicular. Els EVA es poden fer amb l'astronauta lligat a la nau espacial (amb l'oxigen proporcionat per un tub i sense que calgui propulsió per tornar a la nau) o bé sense lligar-lo i amb una mena de cordó umbilical que proporciona oxigen. Els passeigs espacials sense lligar-se a la nau només s'han fet en tres missions: el 1984 es va fer servir la Manned Maneuvering Unit (MMU), i en un vol de prova de 1994 amb el Simplified Aid for EVA Rescue (SAFER) que és un dispositiu de seguretat per a assegurar el retorn a la nau espacial.
Els tres països que han fet activitats extravehiculars fins al 2009 han estat Rússia, els Estats Units i la Xina.

## Perills de les activitats extravehiculars

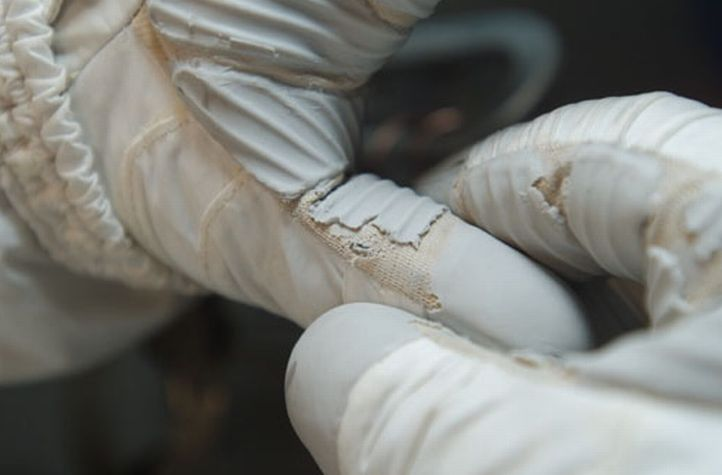
Trencament en un guant durant l'operació STS-118

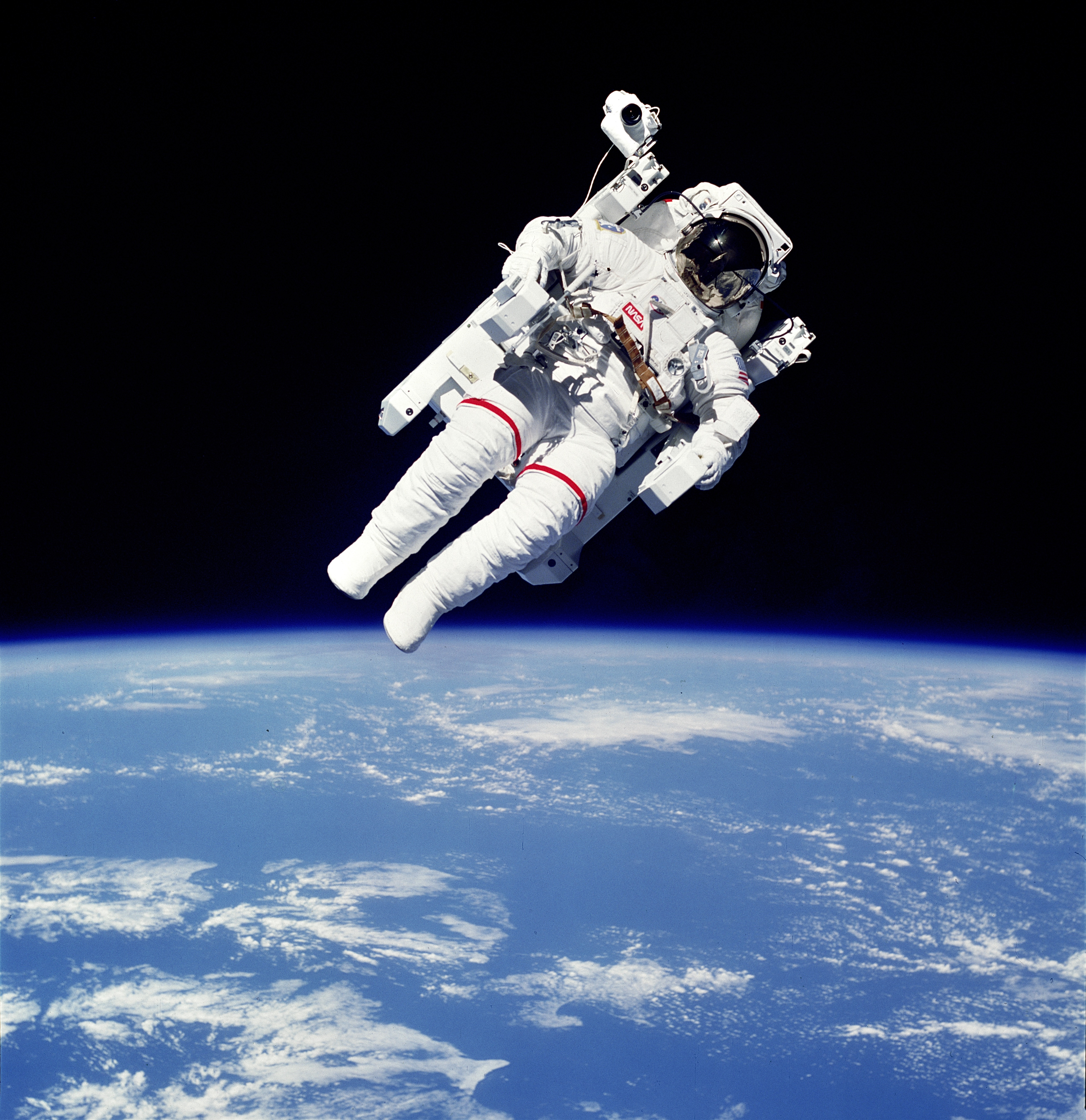
L'astronauta Bruce McCandless en un passeig espacial sense estar lligat a la nau.

Els passeigs espacials són perillosos per diverses raons i s'eviten en feines de rutina; per tant sovint es planegen tard en el desenvolupament del projecte, quan es descobreixen els problemes o fins i tot durant la missió operativa.
El risc més alt el genera la col·lisió amb petits meteorits. Quan s'orbita a uns 300 km de la terra la velocitat és d'uns 7,7 km/s (unes deu vegades la velocitat d'una bala). A més la brossa espacial aumenta contínuament i agreuja el perill. Altres problemes poden ser la separació de l'astronauta de la nau o patir una punció al seu escafandre espacial amb pèrdua de pressió i mort ràpida per anòxia si no entra immediatament a la nau.
No hi ha hagut incidents catastròfics durant les activitats extravehiculars i cap astronauta hi ha trobat mai la mort. Tanmateix per l'alt risc que hi ha s'estudia emprar robots.